# Дибанг (заповедник)
Дибанг (англ. Dibang Wildlife Sanctuary) — один из 8 природных заповедников в штате Аруначал-Прадеш. Расположен в округе Верхняя долина Дибанг, к северу от городка Анини. Территория заповедника составляет 4149 км². Основан в 1992 году. Высота заповедника над уровнем моря изменяется от 1800 до 5000 м (вершина горы Калайи-Кала).
Растительность в заповеднике обусловлена высотной поясностью. Лиственные леса распространены на высотах 1800—2800 м, выше, на высотах 2800—3500 м они сменяются хвойными лесами, а на высотах более 3500 м — альпийскими лугами. Вершины гор покрыты снеговыми шапками круглый год. В Дибанге также произрастают бамбук, тсуга и пихта. В заповеднике встречаются такие редкие млекопитающие, как такин мишми, тибетский горал, кабарга, малая панда и гималайский медведь; иногда сюда заходят тигры и гонгшаньский мунтжак. Из редких птиц встречаются белохвостый монал и серобрюхий трагопан. Недавно в заповеднике был открыт новый вид белок-летяг, который назвали Petaurista mishmiensis.